# Mike Weissmann
Mike Weissmann (* 12. September 1969 in Leipzig) ist ein ehemaliger deutscher Radrennfahrer.

## Sportliche Laufbahn
Erste Rennerfahrung sammelte Weissmann in der DDR ab 1983 beim SC DHfK Leipzig. Nach der Wende in der DDR wechselte er zusammen mit weiteren Sportlern wie Bert Dietz, Gerd Audehm, Steffen Rein zur RSG Nürnberg. Die RSG Nürnberg unterhielt ab 1996 ein beiProfiteam, das Team Nürnberger, dem Weissmann von der Gründung bis 1999 angehörte.
In dieser Zeit gewann er u. a. 1992 die Harzrundfahrt, 1994 die Gesamtwertung der Rapport Toer und mehrere Tagesabschnitte internationaler Etappenrennen, darunter der Bayern-Rundfahrt, der Österreich-Rundfahrt, der Niedersachsen-Rundfahrt und des Giro del Capo. 1993 gewann er das Rennen Rund um den Flughafen Köln-Bonn.
Im Alter von 33 Jahren beendet er seine Laufbahn als Profi.

## Erfolge
1991
- 3. Etappe Bayern-Rundfahrt

1993
- Prolog Österreich-Rundfahrt
- 7. Etappe Rapport Toer

1994
- Gesamtwertung und 12. Etappe Rapport Toer

1995
- 15. Etappe Commonwealth Bank Classic

1997
- 12. Etappe Commonwealth Bank Classic
- 7. Etappe Niedersachsen-Rundfahrt

1998
- 3. Etappe Giro del Capo

## Teams
- 1996–1999 Team Nürnberger